# Alberto Henschel
Alberto Henschel (13. června 1827 Berlín – 30. června 1882 Rio de Janeiro) byl německo-brazilský fotograf narozený v Berlíně. Je považována za významného a velmi pracovitého fotografa a podnikatele 19. století na území Brazílie s pobočkami v Pernambuco, Bahia, Rio de Janeiro a São Paulo. Pořizoval piktorialistické krajinářské snímky Rio de Janeira a byl také vynikající portrétní fotograf.

## Život a dílo
Získal titul dvorního fotografa Photographo da Casa Imperial (Fotograf královského domu), což mu umožňovalo fotografovat každodenní život královské monarchie v Brazílii během vlády Petra II. Brazilského, včetně jeho a jeho rodinných příslušníků. Tento titul zvyšoval uznání jeho fotografií, ale také i jejich cenu.
Jeho hlavní vklad do historie brazilské fotografie je jeho fotografický záznam z různých sociálních vrstev v Brazílii během 19. století: portréty, obvykle ve formátu carte de visite s náměty ze života šlechty, bohatých obchodníků, střední třídy a Afroameričanů – otroků nebo svobodných z období před Lei Áurea – brazilským zlatým zákonem.
Henschel inspiroval další profesionální fotografy v zemi, včetně svého krajana Karla Ernesta Papfa, se kterým později pracoval, a také jeho syna Jorga Henriqua Papfa, který svého otce následoval.

## Galerie

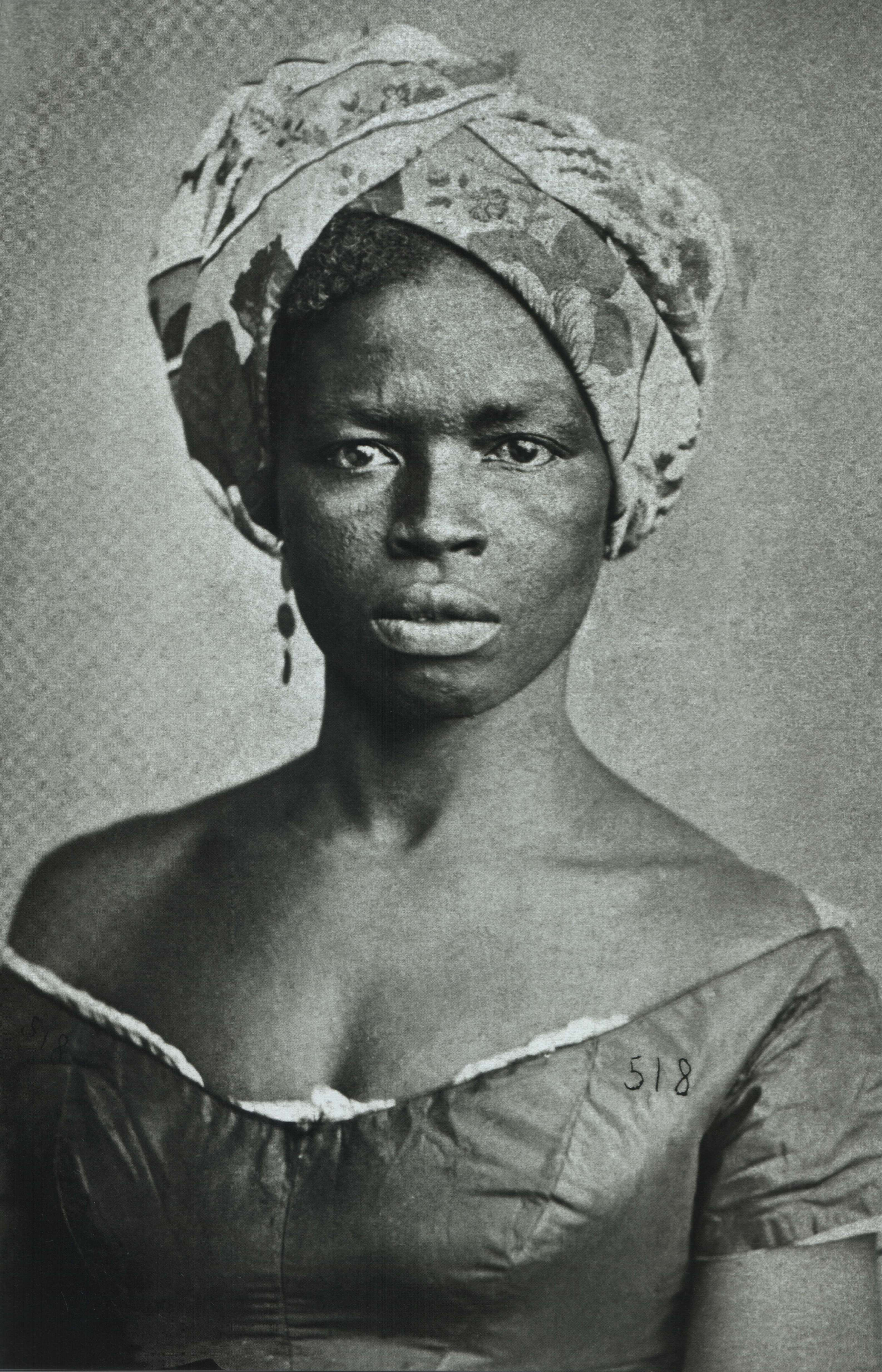
Afroameričanka v turbanu
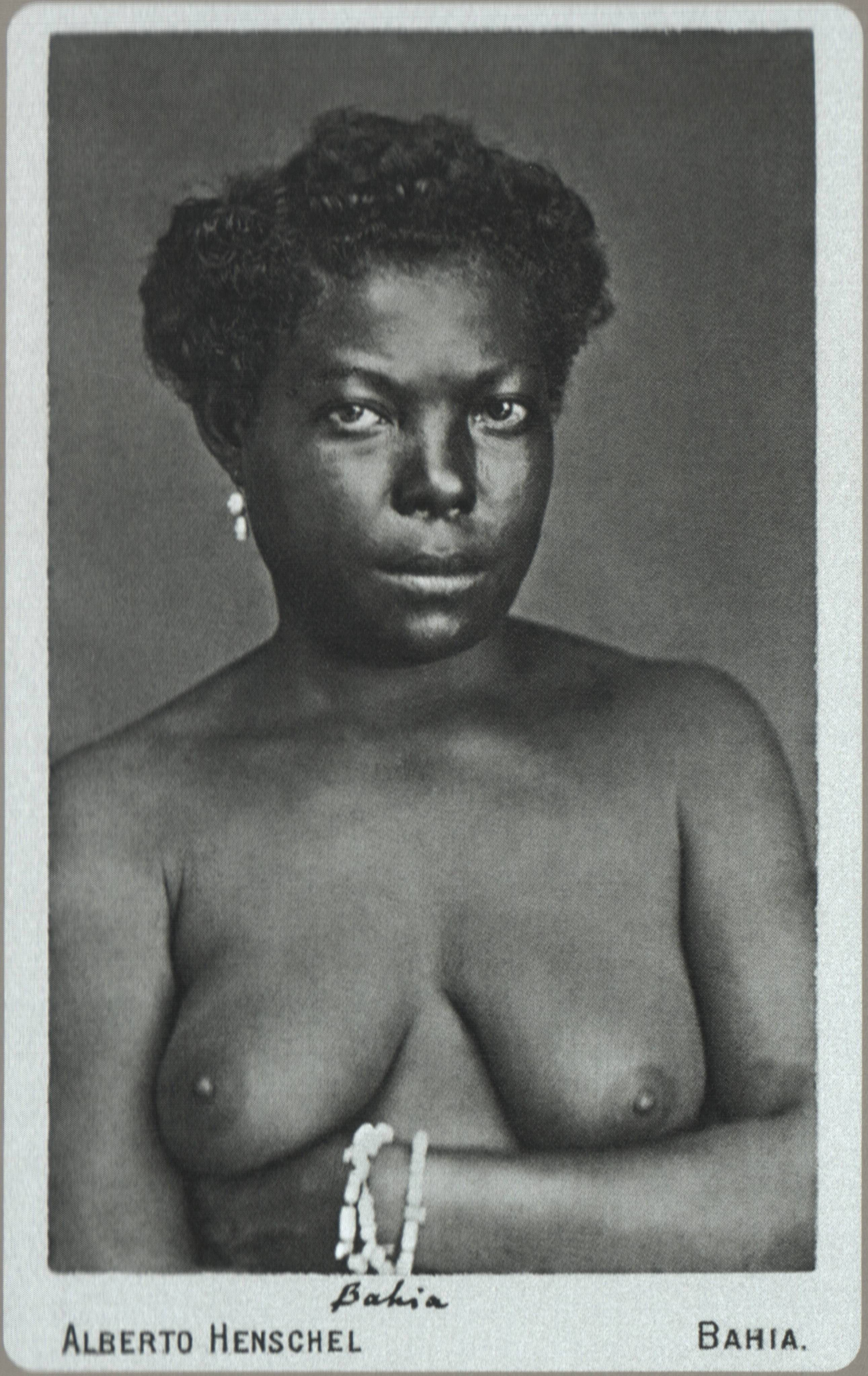
Akt dívky, Salvador, provincie Bahia, 1869
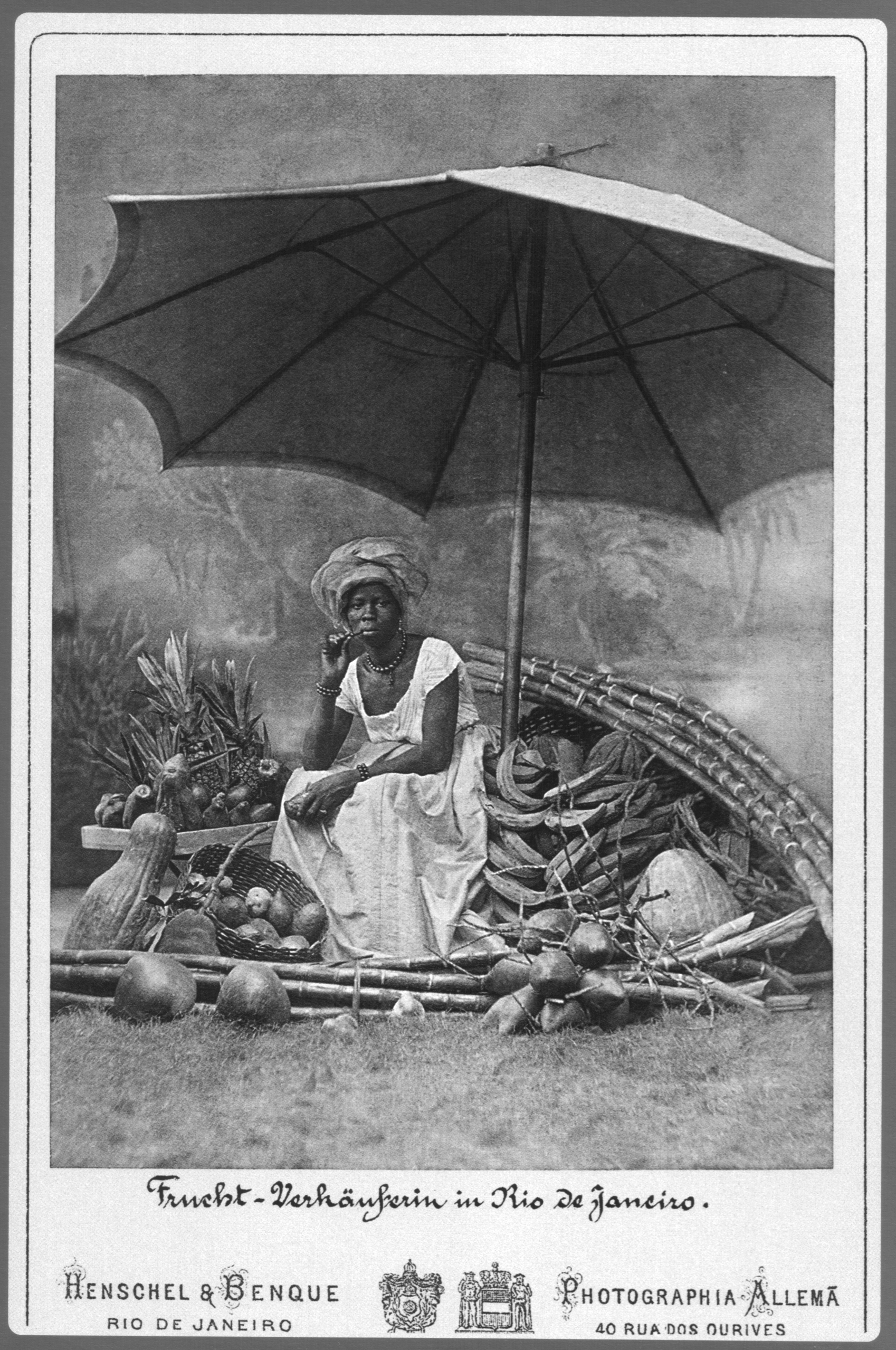
Afroamerická prodavačka ovoce, Rio de Janeiro 1870
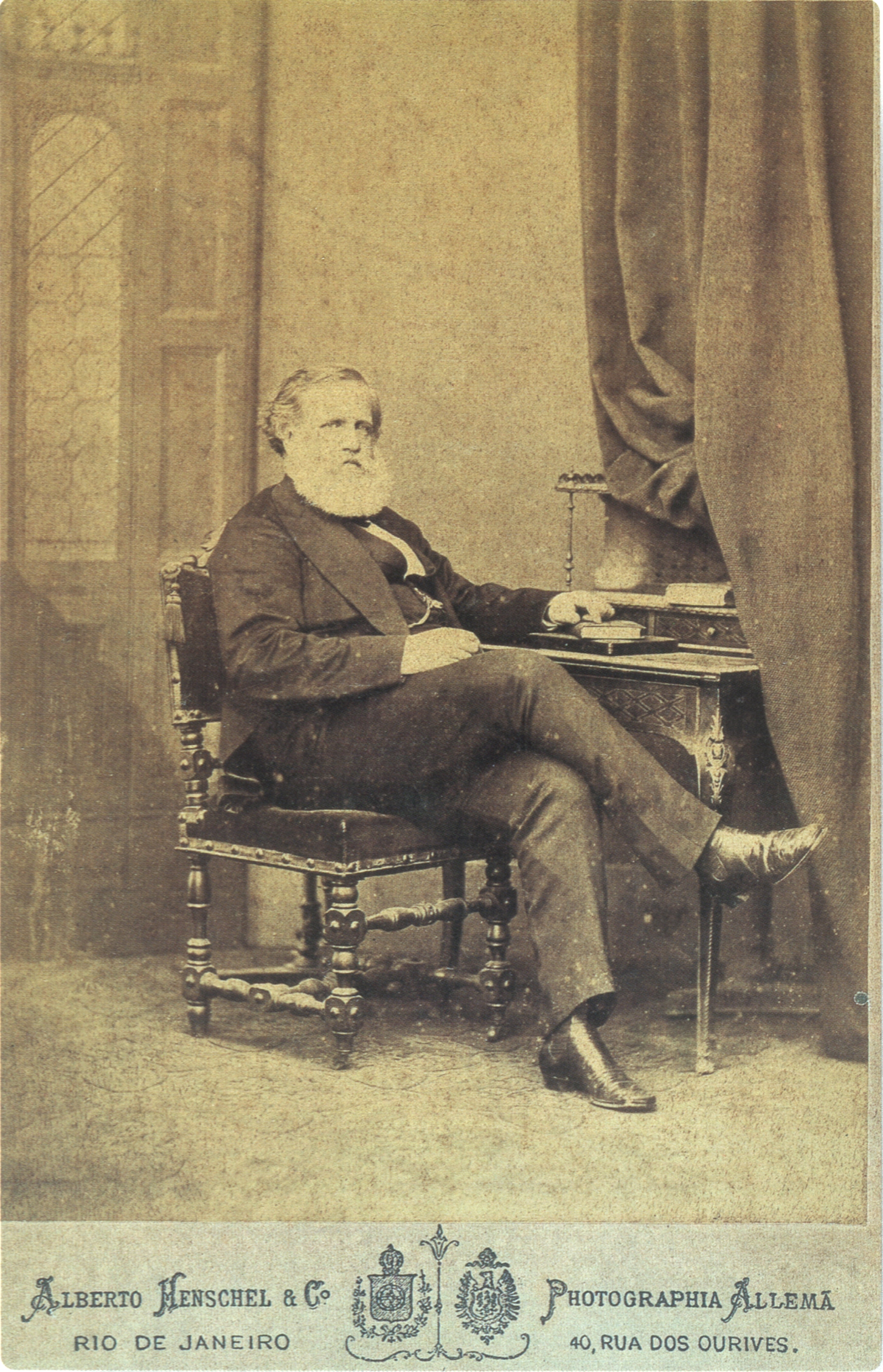
Petr II. Brazilský, Rio de Janeiro, 1875
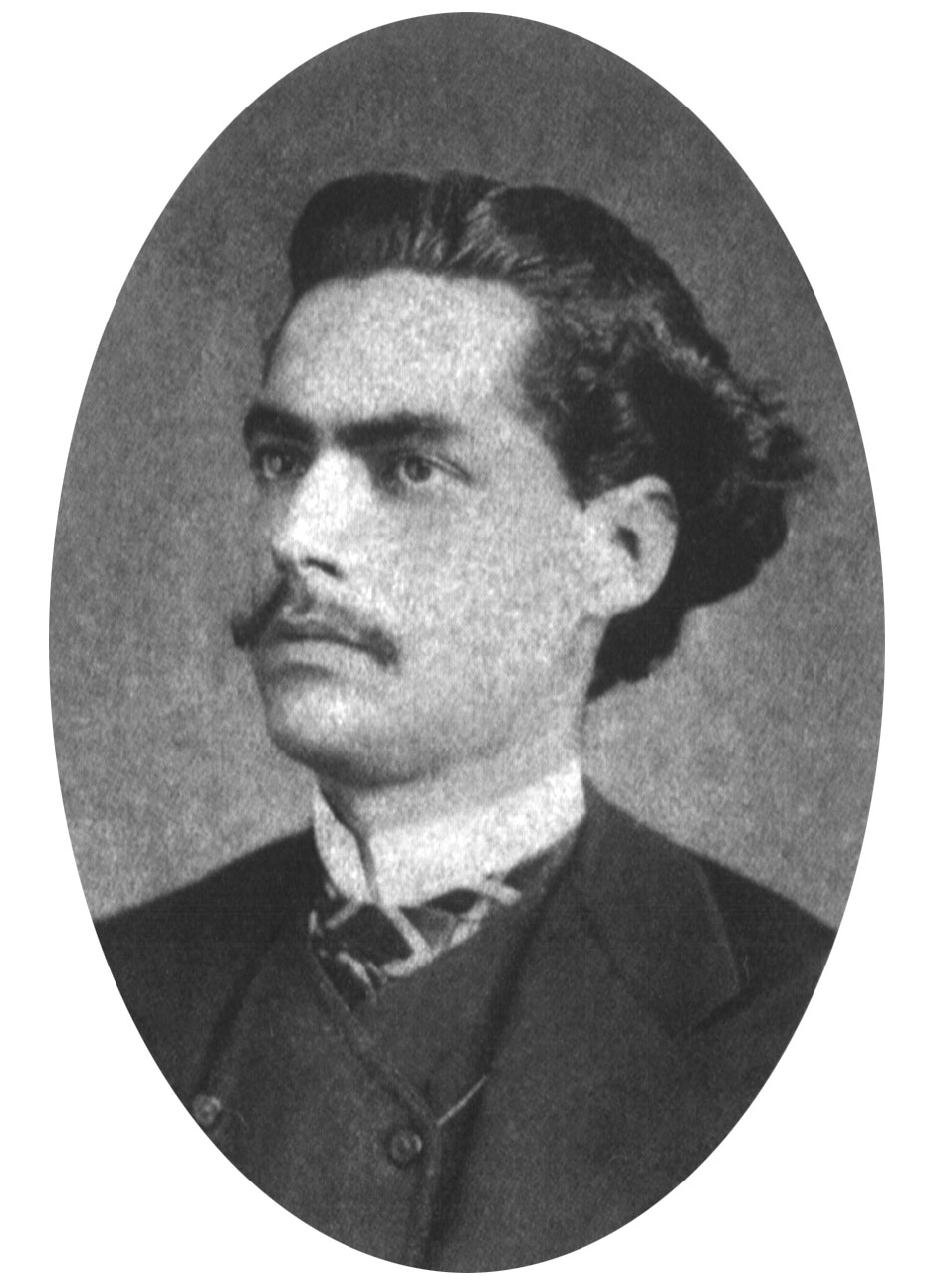
Castro Alves, 1870
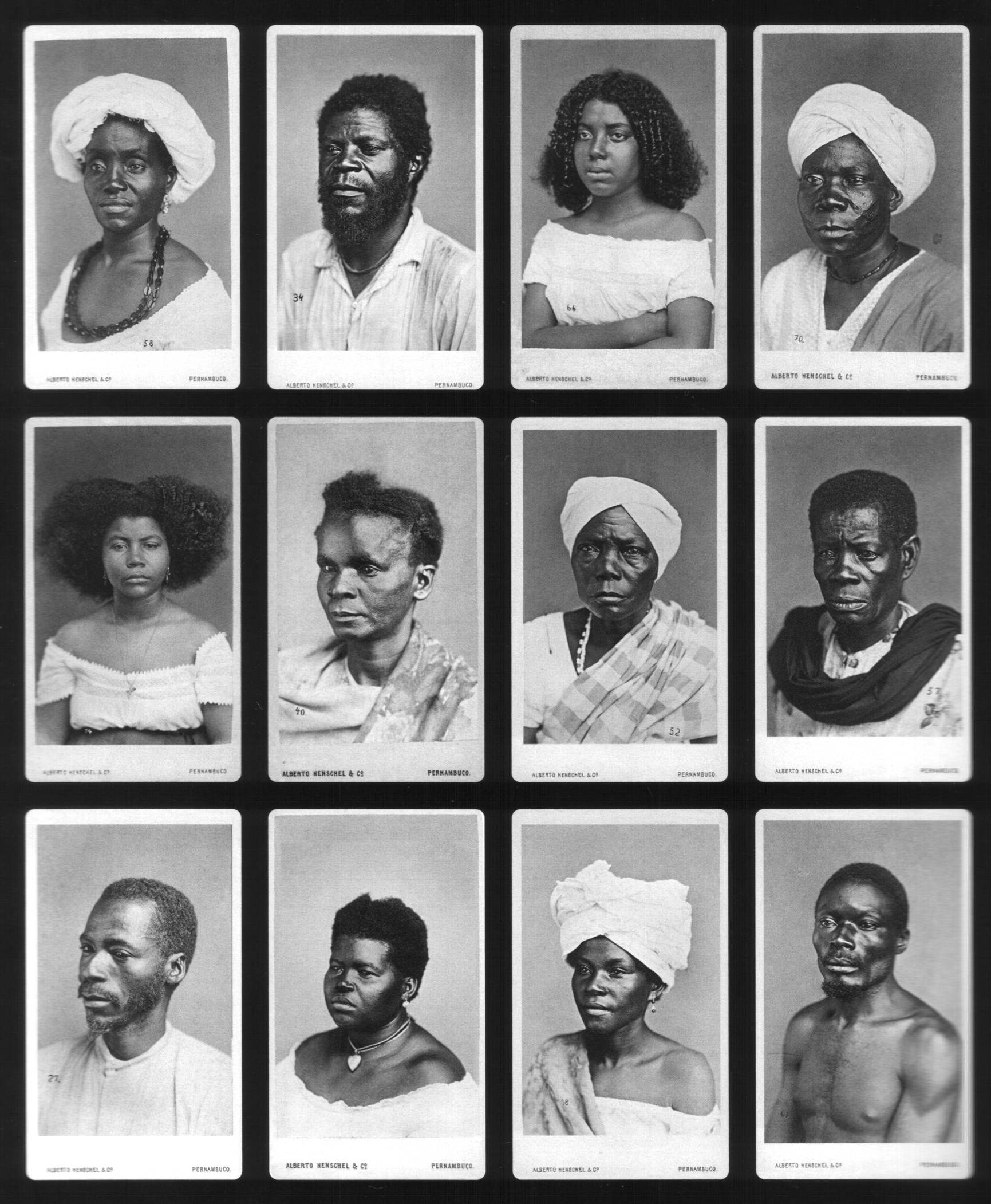
Pernambuco
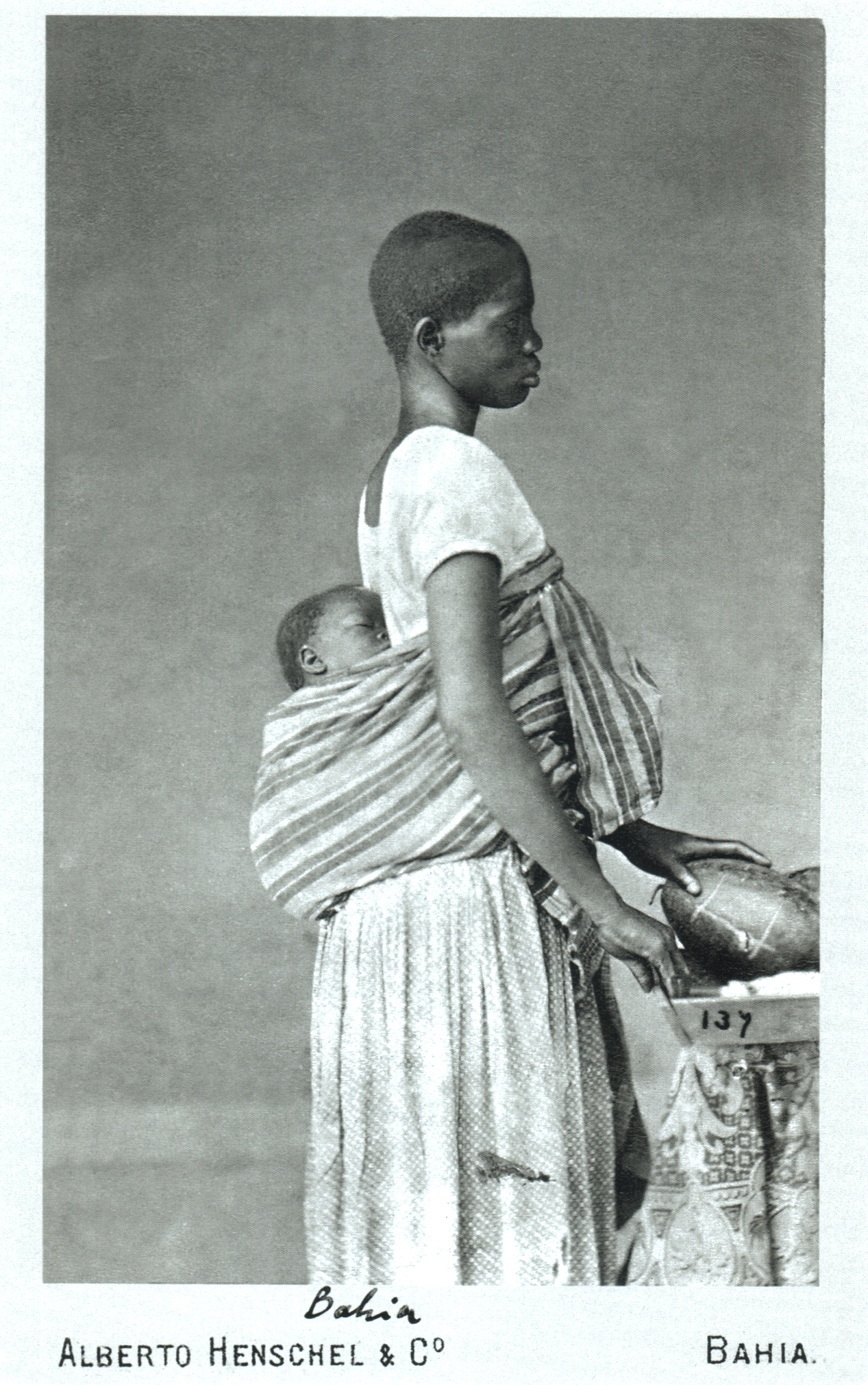
Obyvatelka státu Bahia
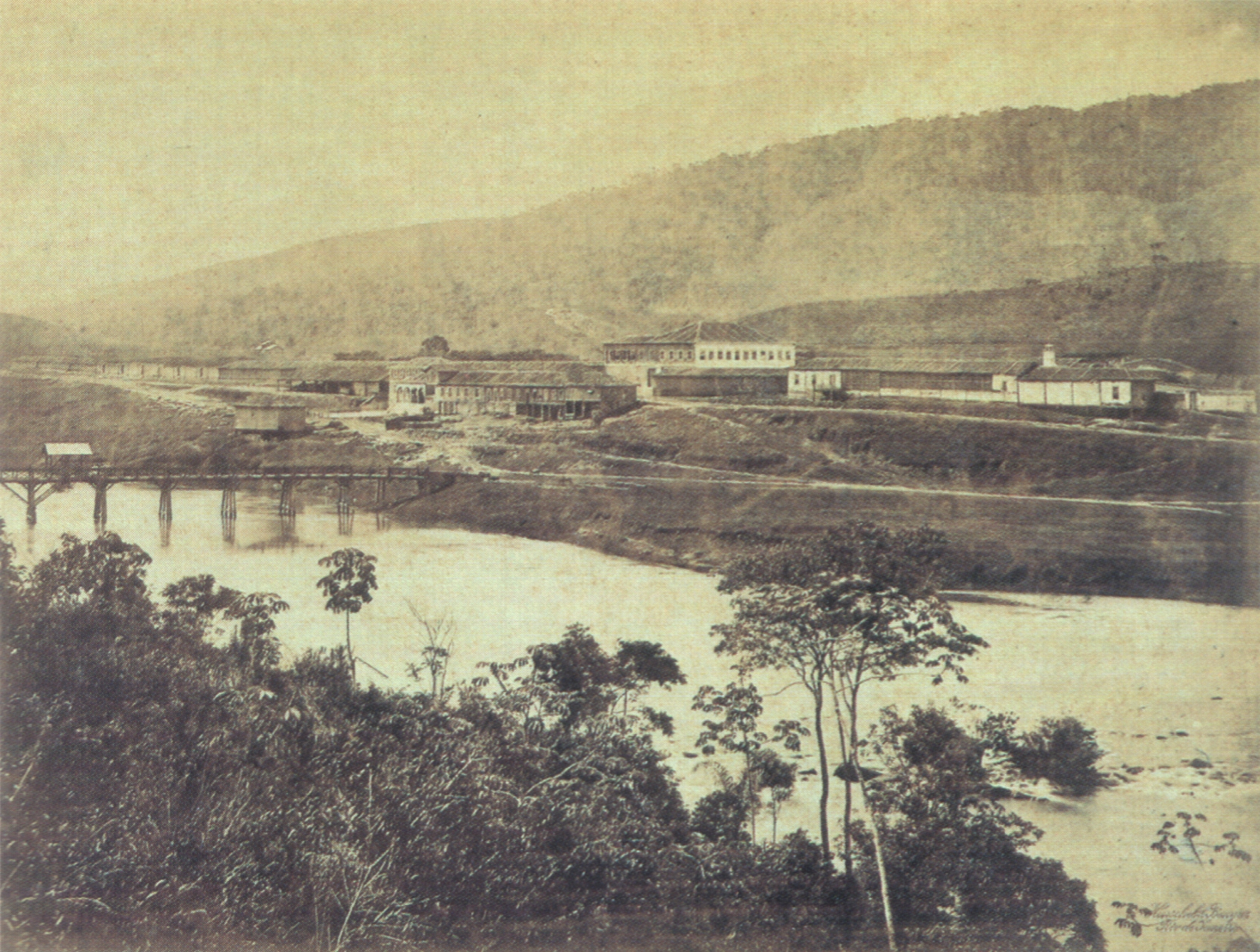
Fazenda da Cachoeira
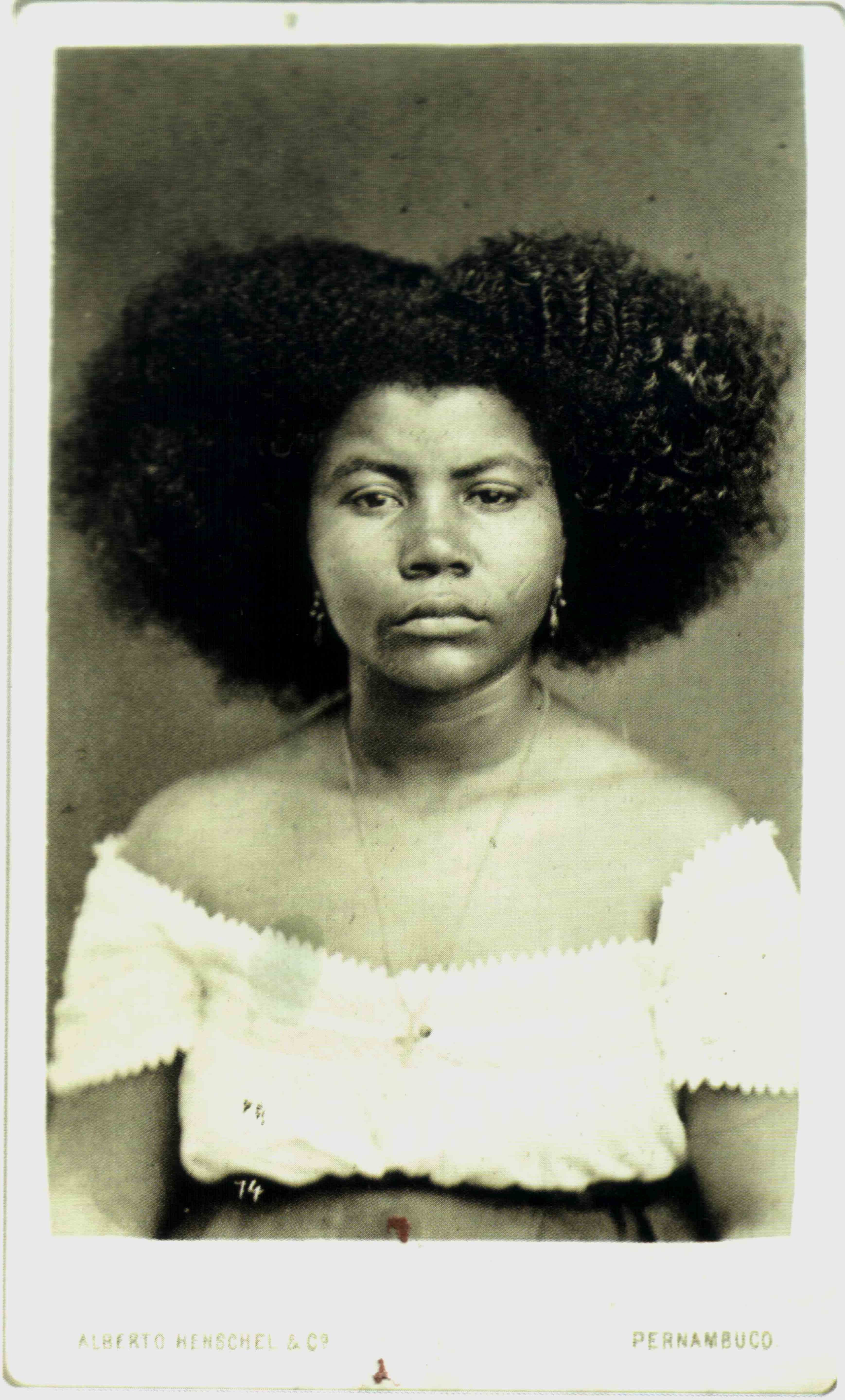
Mladá žena ze Salvadoru
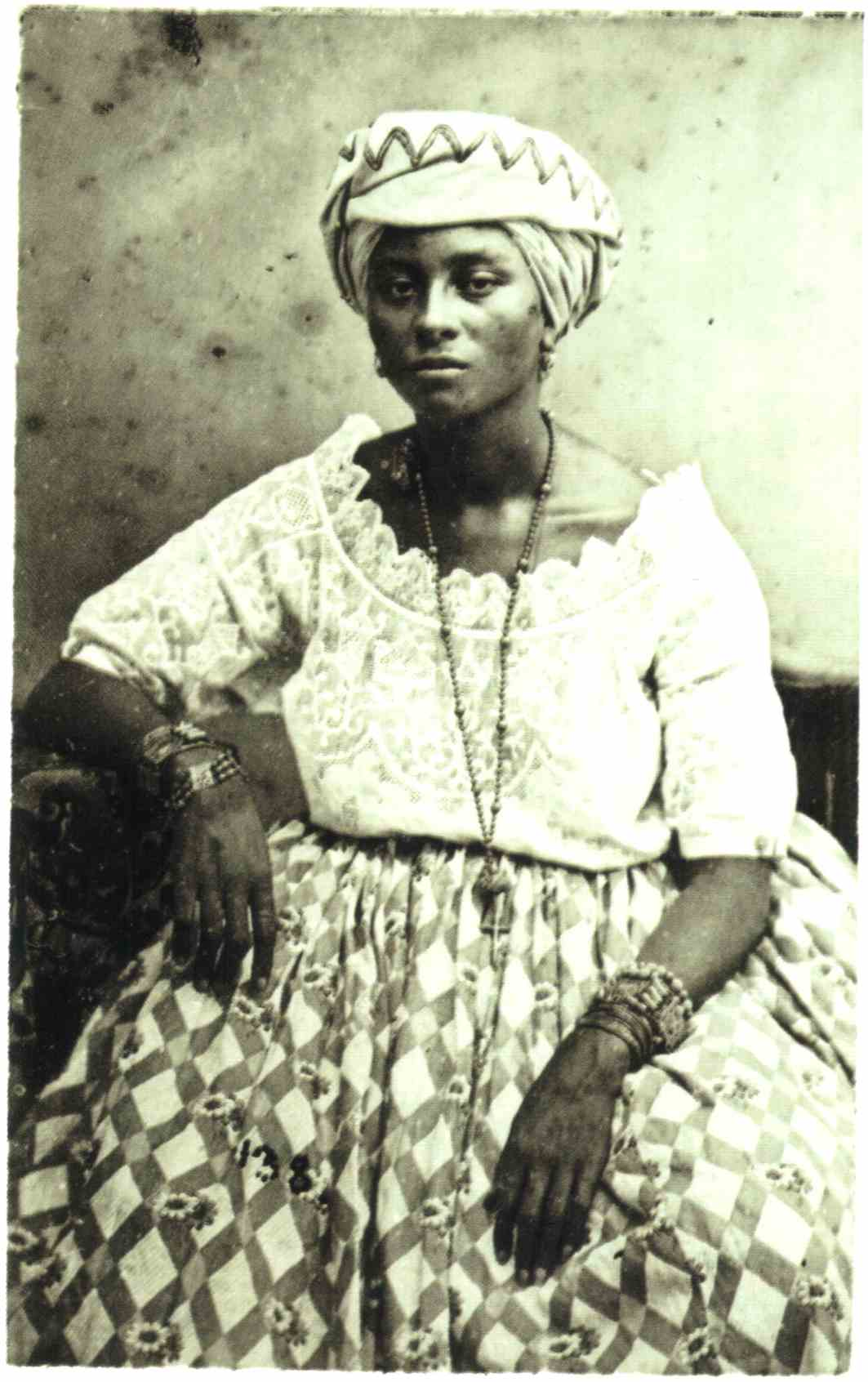
Žena smíšeného afro-indiánského původu zambo, albuminový tisk, carte de visite, 9 x 5,6 cm, asi 1869
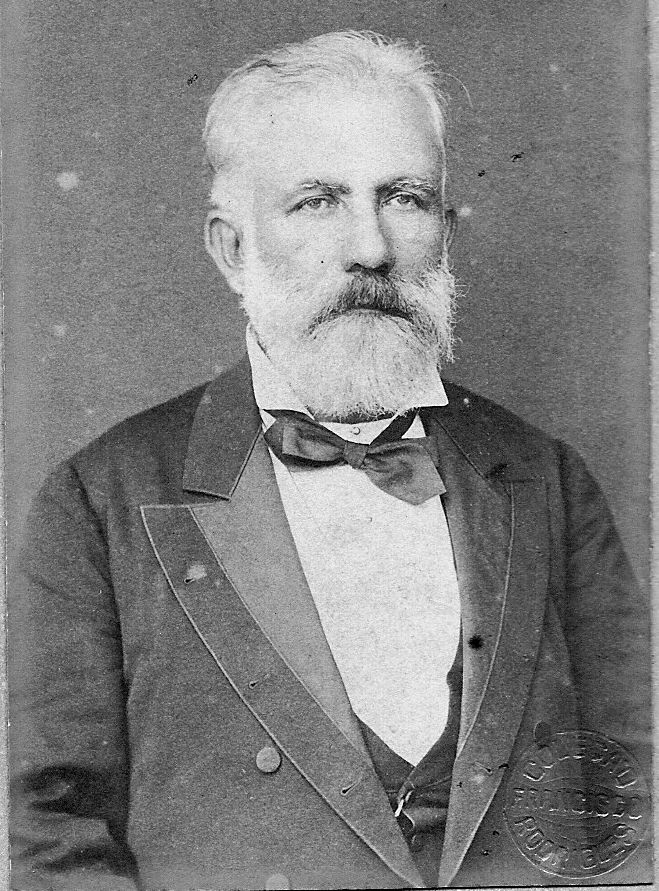
André Dias de Araújo (retušovaná fotografie)
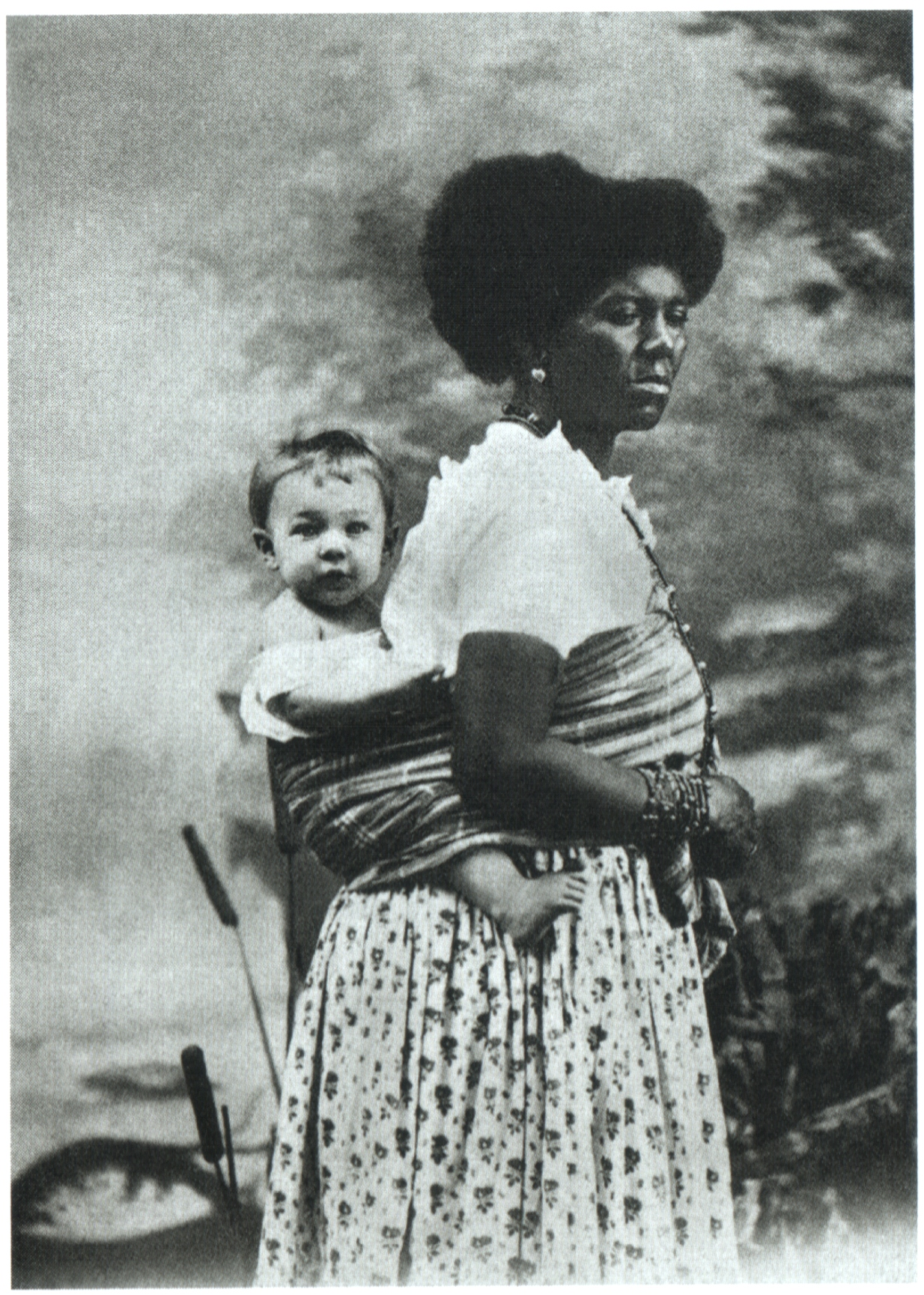
Žena s dítětem
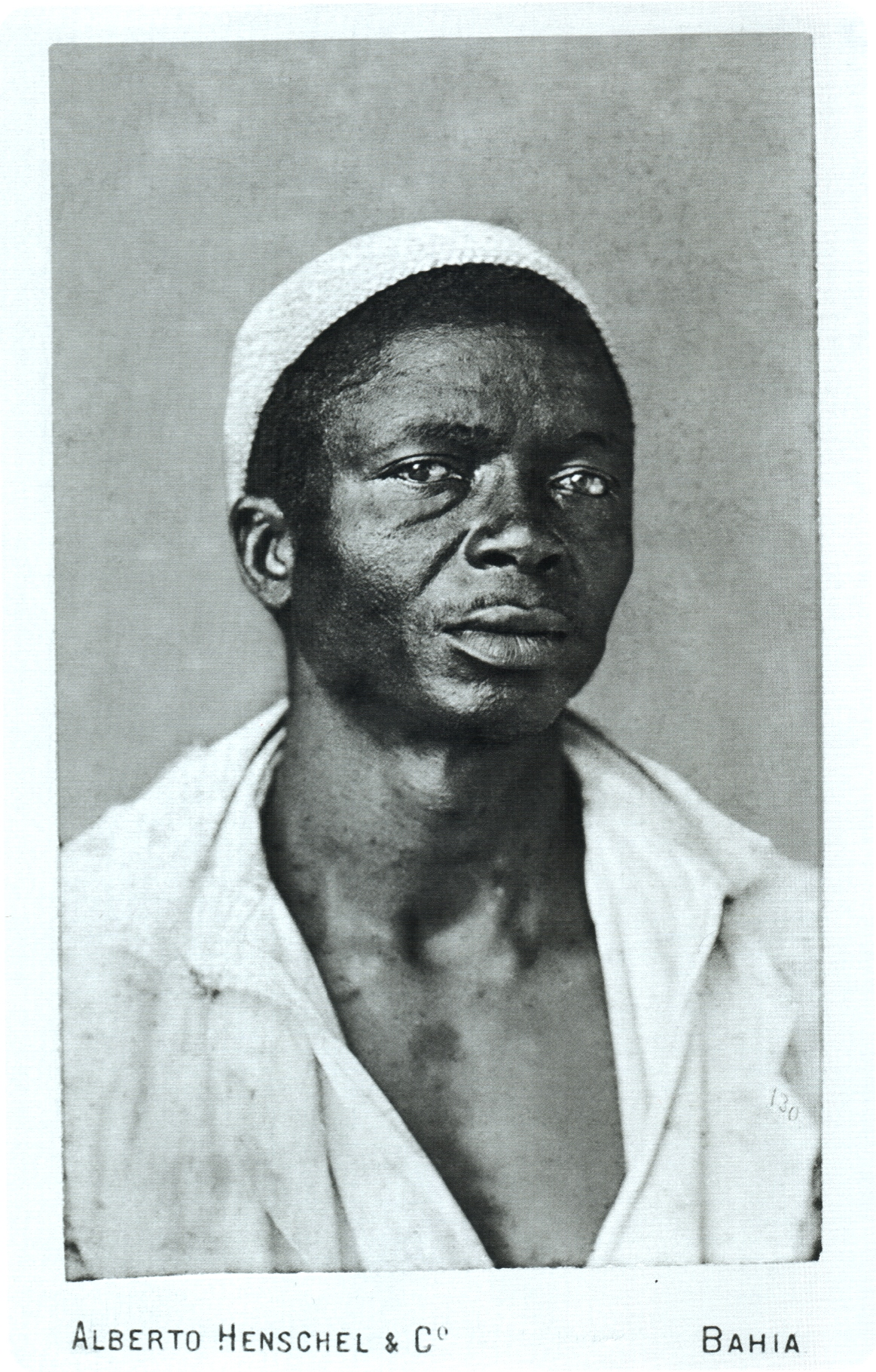
Domorodec státu Bahía, asi 1870
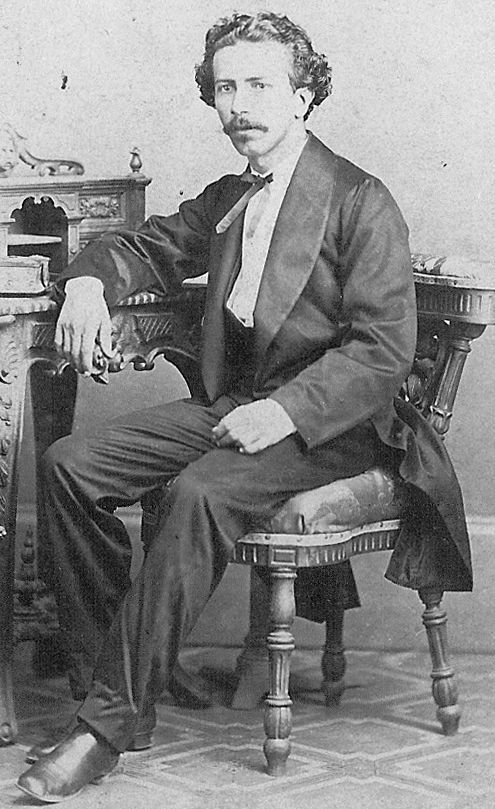
Antônio Francisco Pereira (retušovaná fotografie)
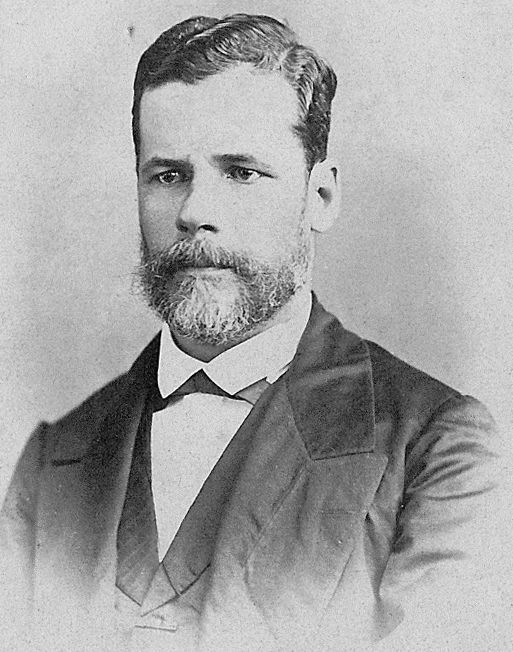
Antonio dos Santos Pontual (retušovaná fotografie)
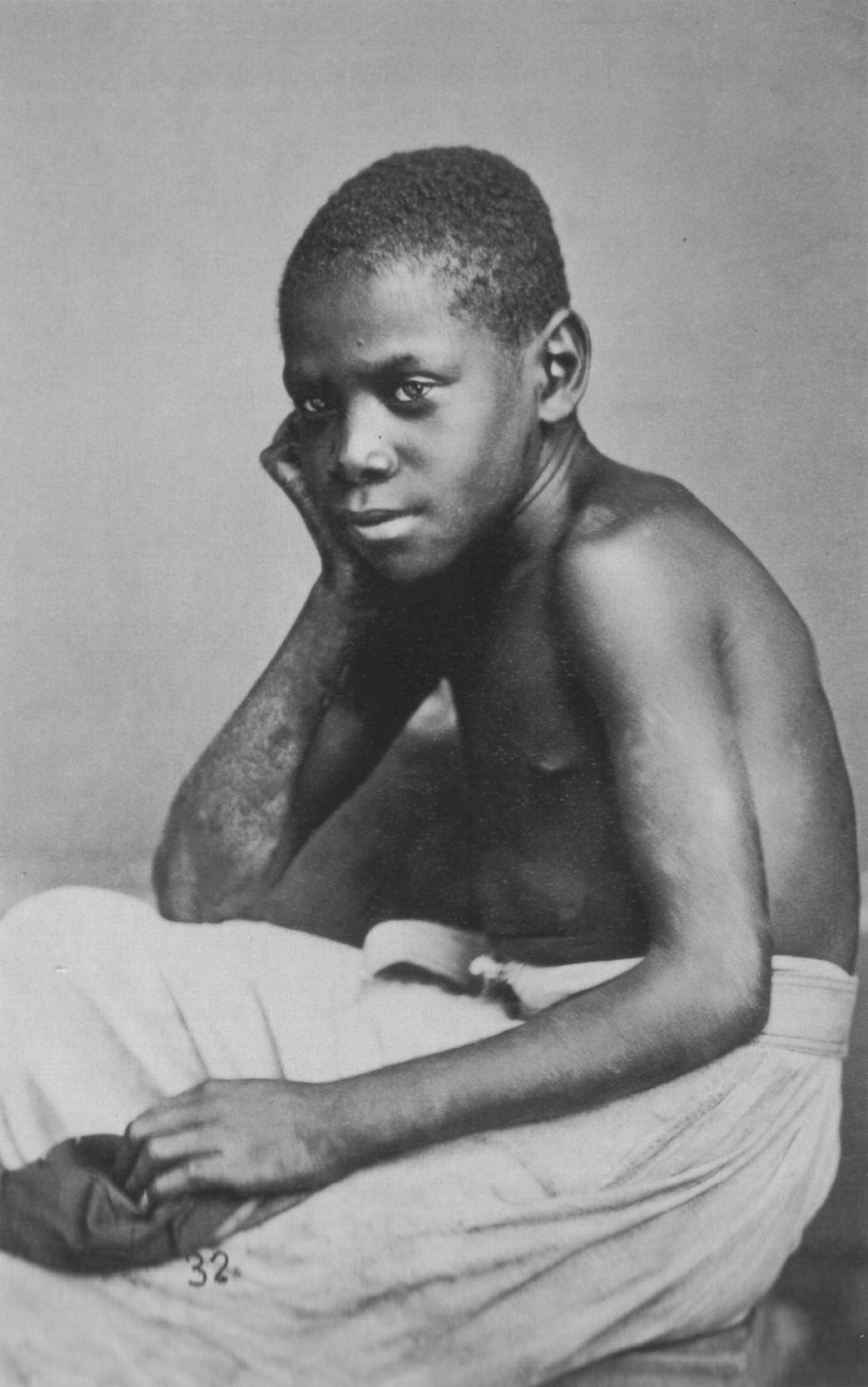
Obyvatel z Pernambouc, Brazílie